# Análise Social
A Análise Social é uma revista científica de referência fundada e publicada desde 1963. Escrita principalmente em português, centra-se no estudo das ciências sociais.
A revista tem a sua origem num círculo de investigadores do Gabinete de Investigações Sociais da Universidade Técnica de Lisboa agrupado em torno de Adérito Sedas Nunes. O seu primeiro número foi publicado em Janeiro de 1963. É editada, desde 1986, pelo Instituto de Ciências Sociais da Universidade de Lisboa.
Esta também tem dado atenção à história contemporânea, chegando mesmo a dedicar um número, n.º 160, em exclusivo a biografias.